# Bauyrzhan Murzabayev
Bauyrzhan Murzabayev est un jockey de courses hippiques né au Kazakhstan en 1992. Il a évolué sur les hippodromes du Kazakhstan, de la République Tchèque, de l'Allemagne et puis de France depuis 2023,.

## Biographie
Bauyrzhan Murzabayev est né au Kazakhstan où il devient jockey, et est formé par l'entraîneur local Token Rakhimbayev. En 2007, il se rend en République Tchèque où il se distingue par des victoires dans la coupe des jockeys locale en 2016 et 2018. En 2018, il quitte la Tchéquie pour l'Allemagne où il obtient à quatre reprises la Cravache d'Or de 2018 à 2022. Il monte alors pour Andreas Wöhler et Peter Schiergen, pour qui il devient le premier jockey en 2021. Il remporte sa première victoire de groupe I avec Sammarco dans le Derby Allemand, course la plus prestigieuse outre-Rhin. En 2023, il annonce rejoindre l'écurie d'André Fabre à Chantilly. Un an plus tard, il est de retour en Allemagne. 

## Palmarès (courses de groupe I uniquement)
Allemagne
- Derby Allemand – 1 – Sammarco (2022)
- Grosser Preis von Bayern – 2 – Tünnes (2022), Junko (2023)

 Japon
- Hopeful Stake – 1 – Dura Erede (2022)